# 12 concerti grossi, op. 6 (Corelli)

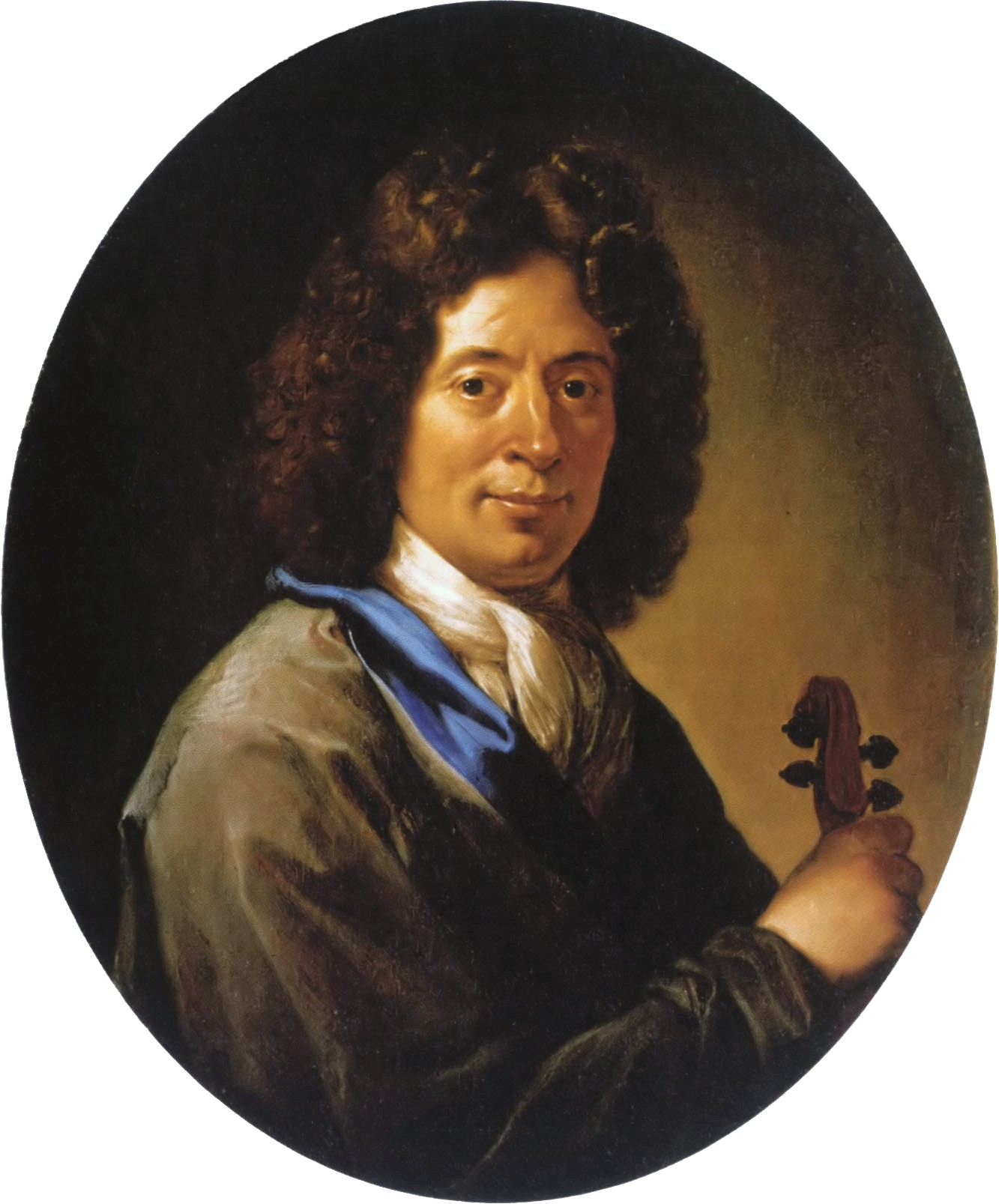
Arcangelo Corelli

12 concerti grossi, op. 6, je sbírka dvanácti koncertů napsaných Arcangelem Corellim pravděpodobně v 80. letech 17. století. Vyšly však posmrtně až roku 1714. Patří mezi nejlepší příklady žánru concerto grosso, koncertu pro koncertní skupinu (zde první housle, druhé housle a violoncello) a smyčcové ripieno (doprovod) hrající basso continuo. Jejich zveřejnění – desetiletí po jejich vzniku a poté, co italští skladatelé již začali upřednostňovat koncert typu ritornello spojený s Vivaldim – vyvolalo vlnu zájmu o concerto grosso v Německu a Anglii, kde v roce 1739 Georg Friedrich Händel poctil Corelliho přímo svým vlastním opusem 6, taktéž sbírkou dvanácti koncertů této formy.

## Obsah
Prvních osm skladeb jsou concerti da chiesa (chrámové), zatímco poslední čtyři jsou concerti da camera (komorní).
- č. 1 D dur, 5 vět, provedení trvá asi 12 minut
- č. 2 F dur, 4 věty, provedení trvá asi 10 minut
- č. 3 c moll, 5 vět, provedení trvá asi 10 minut
- č. 4, D dur, 4 věty, provedení trvá asi 10 minut
- č. 5, B dur, 5 vět, provedení trvá asi 11 minut
- č. 6, F dur, 5 vět, provedení trvá asi 12 minut
- č. 7, D dur, 5 vět, provedení trvá asi 9 minut
- č. 8, g moll, Vánoční koncert napsaný pro Štědrý večer s pastorelou v poslední větě. Má 5 vět, provedení trvá asi 14 minut
- č. 9, F dur, 6 vět, provedení trvá asi 9 minut
- č. 10, C dur, 6 vět, provedení trvá asi 13 minut
- č. 11, B dur, 6 vět, provedení trvá asi 10 minut
- č. 12, F dur, 5 vět, provedení trvá asi 10 minut